# Esquí de fons als Jocs Olímpics d'hivern de 2006 - 50 quilòmetres masculins
Als Jocs Olímpics d'Hivern de 2006 celebrats a la ciutat de Torí (Itàlia) es disputà una prova de 50 quilòmetres en estil lliure d'esquí de fons en categoria masculina, que unida a la resta de proves conformà el programa oficial dels Jocs.
Aquesta prova es disputà el 26 de febrer de 2006 a les instal·lacions esportives de Pragelato.
Sobre un recorregut de 50 quilòmetres es realitzà una sortida massiva dels corredors.

## Resum de medalles
| Or               | Argent           | Bronze           |
| Giorgio Di Centa | Eugeni Dementiev | Mikhail Botwinov |

## Resultats

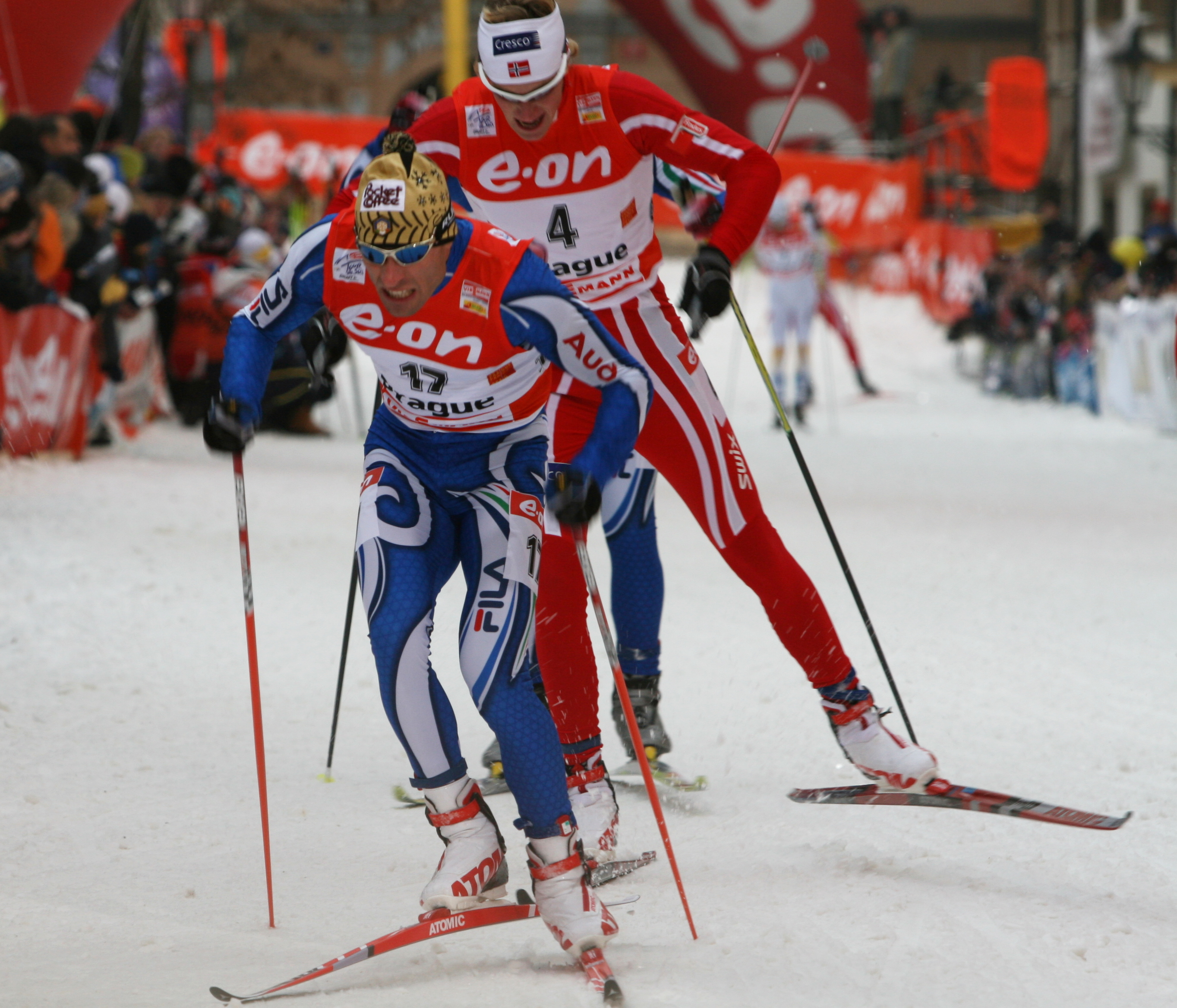
Giorgio Di Centa, guanyador de la medalla d'or.

| Pos. | Nom                   | CON                 | Temps        |
| ---- | --------------------- | ------------------- | ------------ |
| 1    | Giorgio Di Centa      | Itàlia              | 2:06:11.8    |
| 2    | Eugeni Dementiev      | Rússia              | 2:06:12.6    |
| 3    | Mikhail Botwinov      | Àustria             | 2:06:12.7    |
| 4    | Emmanuel Jonnier      | França              | 2:06:13.5    |
| 5    | Pietro Piller Cottrer | Itàlia              | 2:06:14.0    |
| 6    | Anders Soedergren     | Suècia              | 2:06:14.1    |
| 7    | Martin Koukal         | Txèquia             | 2:06:14.9    |
| 8    | Jiri Magal            | Txèquia             | 2:06:15.1    |
| 9    | Vincent Vittoz        | França              | 2:06:16.4    |
| 10   | Mathias Fredriksson   | Suècia              | 2:06:17.1    |
| 11   | Jean Marc Gaillard    | França              | 2:06:19.9    |
| 12   | Sergei Dolidovich     | Belarús             | 2:06:22.4    |
| 13   | Maxim Odnodvortsev    | Kazakhstan          | 2:06:23.4    |
| 14   | Martin Bajcicak       | Eslovàquia          | 2:06:24.9    |
| 15   | Tord Asle Gjerdalen   | Noruega             | 2:06:26.2    |
| 16   | Lukas Bauer           | Txèquia             | 2:06:29.0    |
| 17   | Jens Filbrich         | Alemanya            | 2:06:31.1    |
| 18   | Nikolai Pankratov     | Rússia              | 2:06:33.9    |
| 19   | Fabio Santus          | Itàlia              | 2:06:38.2    |
| 20   | Alexander Legkov      | Rússia              | 2:06:39.7    |
| 21   | Remo Fischer          | Suïssa              | 2:06:40.9    |
| 22   | Juan Jesus Guiterrez  | Espanya             | 2:06:43.3    |
| 23   | Diego Ruiz            | Espanya             | 2:06:51.6    |
| 24   | Tobias Angerer        | Alemanya            | 2:07:00.3    |
| 25   | Johan Olsson          | Suècia              | 2:07:00.9    |
| 26   | Alexandre Rousselet   | França              | 2:07:01.5    |
| 27   | Milan Sperl           | Txèquia             | 2:07:01.9    |
| 28   | Frode Estil           | Noruega             | 2:07:06.1    |
| 29   | Andrey Golovko        | Kazakhstan          | 2:07:19.6    |
| 30   | Fulvio Valbusa        | Itàlia              | 2:07:22.5    |
| 31   | Nejc Brodar           | Eslovènia           | 2:07:24.5    |
| 32   | Toni Livers           | Suïssa              | 2:07:25.4    |
| 33   | Tor Arne Hetland      | Noruega             | 2:07:36.2    |
| 34   | Andrew Johnson        | Estats Units        | 2:07:56.3    |
| 35   | Aivar Rehemaa         | Estònia             | 2:08:00.8    |
| 36   | Rene Sommerfeldt      | Alemanya            | 2:08:03.0    |
| 37   | Denis Krivushkin      | Kazakhstan          | 2:08:05.3    |
| 38   | Ivan Babikov          | Rússia              | 2:08:07.9    |
| 39   | Markus Hasler         | Liechtenstein       | 2:08:29.0    |
| 40   | Alexander Lasutkin    | Belarús             | 2:08:40.4    |
| 41   | Jan Egil Andresen     | Noruega             | 2:08:43.7    |
| 42   | Vicenç Vilarrubla     | Espanya             | 2:09:03.1    |
| 43   | Teemu Kattilakoski    | Finlàndia           | 2:09:26.2    |
| 44   | George Grey           | Canadà              | 2:09:38.4    |
| 45   | Michal Malak          | Eslovàquia          | 2:09:38.7    |
| 46   | Zsolt Antal           | Romania             | 2:10:06.7    |
| 47   | Ivan Batory           | Eslovàquia          | 2:10:32.2    |
| 48   | Li Geilang            | R.P. de la Xina     | 2:10:36.9    |
| 49   | Katsuhito Ebisawa     | Japó                | 2:10:39.6    |
| 50   | Christian Stebler     | Suïssa              | 2:11:13.0    |
| 51   | Joergen Brink         | Suècia              | 2:11:19.2    |
| 52   | Olli Ohtonen          | Finlàndia           | 2:11:54.7    |
| 53   | Qiung Zhang           | R.P. de la Xina     | 2:12:13.0    |
| 54   | Andrey Kondroschev    | Kazakhstan          | 2:13:24.2    |
| 55   | Joze Mehle            | Eslovènia           | 2:13:37.1    |
| 56   | Mikhail Gumenyak      | Ucraïna             | 2:13:44.6    |
| 57   | Dan Roycroft          | Canadà              | 2:13:47.5    |
| 58   | Chris Jeffries        | Canadà              | 2:13:49.5    |
| 59   | Shunsuke Komamura     | Japó                | 2:14:08.8    |
| 60   | Olegs Maluhins        | Letònia             | 2:15:10.6    |
| 61   | Kris Freeman          | Estats Units        | 2:15:32.6    |
| 62   | Vladimir Olschanski   | Ucraïna             | 2:16:14.7    |
| 63   | Ren Long              | R.P. de la Xina     | 2:16:15.0    |
| —    | Carl Swenson          | Estats Units        | no finalitzà |
| —    | Ville Nousiainen      | Finlàndia           | no finalitzà |
| —    | Nobu Naruse           | Japó                | no finalitzà |
| —    | James Southam         | Estats Units        | no finalitzà |
| —    | Olexandr Putsko       | Ucraïna             | no finalitzà |
| —    | Xia Wan               | R.P. de la Xina     | no finalitzà |
| —    | Aleksej Novoselkij    | Lituània            | no finalitzà |
| —    | Jung Eui Myung        | Corea del Sud       | no finalitzà |
| —    | Sabahattin Oglago     | Turquia             | no finalitzà |
| —    | Francesc Soulie       | Andorra             | no finalitzà |
| —    | Valts Eiduks          | Letònia             | no finalitzà |
| —    | Intars Spalvins       | Letònia             | no finalitzà |
| —    | Aleksandar Milenkovic | Sèrbia i Montenegro | no finalitzà |
| —    | Olegs Andrejevs       | Letònia             | no finalitzà |
| —    | Oliver Kraas          | Sud-àfrica          | no finalitzà |
| —    | Noureddine Bentoumi   | Algèria             | no finalitzà |
| —    | Mihai Galiceanu       | Romania             | no sortí     |
| —    | Edmond Khachatryan    | Armènia             | no sortí     |
| —    | Hovhannes Sargsyan    | Armènia             | no sortí     |